# Bogdan Konopka (fotograf)
Bogdan Konopka (ur. 27 lipca 1953 w Dynowie, zm. 19 maja 2019 w Paryżu) – polski fotograf i krytyk.

## Życiorys
Absolwent wydziału fotochemia na wrocławskim Technikum Kinematografii. Tworzył od połowy lat 70. Był jednym z głównych twórców nurtu tzw. fotografii elementarnej, której program opracowywał w latach 1982–1985 przy galerii Foto-Medium-Art we Wrocławiu. Od 1989 mieszkał i pracował we Francji. Był laureatem Grand Prix de la Ville de Vevey w Europejskim Konkursie Fotografii (1998 r.). Został stypendystą Pro Helvetia (Szwajcaria 1993 r.), Miasta Paryż (1994 r.), Ambasady Francuskiej w Pekinie (2005 r.), Instytutu Kultury Francuskiej w Rumunii  oraz na Białorusi (w latach 2000 i 2004). Na stałe współpracował z polskimi pismami o sztuce: „Format” i „Kwartalnik Fotografia”. Był autorem ekspozycji „Szary Paryż” (2000) w Instytucie Polskim w Paryżu oraz „Miasto Niewidzialne” (2003) w Centrum Pompidou. Pierwszy autor zaproszony do tworzenia Kolekcji Wrzesińskiej (2009). Fotografował przede wszystkim przy pomocy aparatu wielkoformatowego. Z reguły nie przedstawiał ludzi, znaczniejszym wyjątkiem była prezentacja „Twarze” (2004) w warszawskiej Małej Galerii Związku Polskich Artystów Fotografików, gdzie pokazał 20 portretów przyjaciół i znajomych. W 2017 roku odznaczony Brązowym Medalem „Zasłużony Kulturze Gloria Artis”.

## Twórczość
Na podstawie tekstu źródłowego.

### Wybrane wystawy indywidualne
- Solidarność, Galeria na Antresoli, Wrocław (1981)
- Puste-Pełne, Galeria Foto-Medium-Art, Wrocław (1982)
- „120”, Galeria Okno, Legnica (1983)
- Rzeczywistość bezterminowa, Galeria Czarna, Legnica (1985)
- Spotkanie z fotografią, rysunkiem, słowem, Galeria Entropia, Wrocław (1988)
- Fotografie 1981–1989 (Photographies 1981–1989), Galeria Le Triangle, Rennes (Galerie Le Triangle, Rennes); (1990)
- Ogrody sekretne (Jardins secrets), Saint-Florent-le-Vieil (1993)
- De rerum natura, Maj Fotografii, Reims (Mai de la photo); Niewidzialne miasto (La ville invisible), Festiwal Fotografii w Arles (Rencontres Internationales de la photographie), Arles; Styki (Contacts), Zamek w Angers (Château d’Angers) (1994)
- Aura Trwania (L'aura de la durée), Wrzesień Fotografii, Reims (Septembre de la photo, Reims); Niewidzialne miasto, Paryż (La ville invisible, Paris), Galeria Arena, Arles (Galerie Arena, Arles), Galeria FF, Łódź (1995)
- Niewidzialne miasto (La ville invisible), Forum de l'Image, Tuluza (1997)
- Koniec i początek (Fin et commencement), Mała Galeria, Warszawa; Niewidzialne miasto (La ville invisible), Galeria Acta International, Rzym; Klucz, otwarte-zamknięte (Ouvert-ferme), Galerie Françoise Paviot, Paryż (1998)
- Szary Paryż (Paris en gris), Miesiąc Fotografii, Instytut Polski, Paryż (Mois de la photo, Institut Polonais, Paris); Niewidzialne miasto (La ville invisible) Centrum Kultury Francuskiej, Cluj (Centre culturel français, Cluj), Instytut Francuski (Institut Français), Bukareszt; Rekonesans (Reconnaissances), Images 2000, Vavey; Cassel, Muzeum Cassel (Musée de Cassel) (2000)
- Galerie Harry Pennings, Eindhoven; Galeria PF, Poznań; Estivales du Tregor, Lannion; Musée de Cahors Henri-Martin; Images au Centre, Château de Maintenon (2001)
- Galerie du Château d'Eau, Tuluza; Blue Sky Gallery, Portland; Galeria Fiducia, Ostrava; Galeria BWA, Wrocław (2002)
- Festival International de Photographie, Pingyao (CN); Centre Georges Pompidou, Paryż, Candace Perich Gallery, Katonah (2003)
- Jesień w Pekinie, Galeria FF, Łódź (2004)
- Beijing Opera – work in progress”, Galeria Bielska BWA, Bielsko-Biała (2006)
- Szara pamięć, Galeria FF, Łódź (2009)
- Subiektyw – Kolekcja Wrzesińska nr 1, Muzeum Regionalne we Wrześni (2010)
- Magiczny Wrocław, Muzeum Miejskie Wrocławia (2012)

### Prace w kolekcjach
- Narodowe Muzeum Sztuki Nowoczesnej – Centrum Pompidou, Paryż
- Biblioteka Narodowa (Bibliothèque nationale de France), Paryż
- Państwowe Zbiory Sztuki Współczesnej FNAC, Paryż
- Muzeum Carnavalet (Musée Carnavalet), Paryż
- Europejski Dom Fotografii (Maison européenne de la photographie), Paryż
- Conservatoire du Littoral (Conservatoire du Littoral), Paryż
- Kolekcja Fnac-Photo (Collection Fnac-Photo)
- Centrum Fotografii (Centre photographique de Nice), Nicea
- Galeria Chateau d'Eau (Château d’eau de Toulouse), Tuluza
- Regionalne Centrum Fotografii (Centre photographique régional), Douchy-les-Mines
- Muzeum Sztuk Pięknych (Musée des beaux-arts d’Angers), Angers
- Artothéques: Nantes, Grenoble, Angers (Artothéques de Nantes, Grenoble, Angers)
- Muzeum Cassel (Musée de Cassel)
- Międzynarodowe Spotkania Fotograficzne, Arles (R.I.P., Arles)
- Muzeum Sztuki Współczesnej (Musée d’Art Moderne), Łódź
- Muzeum Narodowe (Musée National), Wrocław
- Muzeum Elizejskie (Musée de l'Élysée), Lozanna
- Muzeum Aparatów Fotograficznych (Musée de l'appareil photographique), Vevey
- Centrum Kultury Francuskiej (Centre culturel français), Cluj
- Kolekcja Candace Perich (Collection Candace Perich)
- Urząd Miasta i Gminy Września (Kolekcja Wrzesińska)